# Damaeus aokii
Damaeus aokii är en kvalsterart som först beskrevs av Bayartogtokh 200.  Damaeus aokii ingår i släktet Damaeus och familjen Damaeidae. Inga underarter finns listade i Catalogue of Life.